# James Cagney

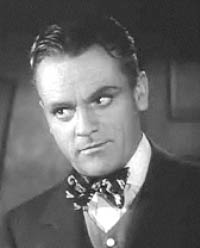
James Cagney în filmul "Yankee Doodle Dandy" (1942)

James Francis Cagney, Jr. (n. 17 iulie 1899 - d. 30 martie 1986) a fost un actor de film american. Deși a fost apreciat pentru gama sa largă de roluri, Cagney rămâne cel mai cunoscut pentru rolurile sale de "dur". În 1999, Institutul American de Film l-a clasat pe locul 8 în topul celor mai mari staruri ale tuturor timpurilor.

## Biografie
După câțiva ani în vodevil, Cagney a continuat ca dansator și comediant până a primit primul său rol major într-un film în 1925. A continuat cu roluri apreciate de către critici iar în 1929 va primi primul rol principal în producția Penny Arcade. Ulterior, a semnat cu Warner Bros. pentru un salariu de 500$ pe săptămână pe o perioadă de trei săptămâni. În cele din urmă contractul său cu Warners s-a extins la o perioadă de șapte ani.
Al șaptelea film al lui Cagney, The Public Enemy a devenit unul dintre cele mai influente filme cu gangsteri ale perioadei. Filmul l-a făcut pe Cagney unul dintre marile vedete de la Hollywood. În 1938 a primit prima nominalizare la Premiul Oscar pentru cel mai bun actor pentru rolul din Angels with Dirty Faces urmând ca în 1942 chiar să-și adjudece statueta pentru rolul George M. Cohan în Yankee Doodle Dandy. O a treia nominalizare o va primi în 1955 pentru Love Me or Leave Me. În 1961, Cagney s-a retras pentru 20 de ani la o fermă iar în 1981 a revenit cu un rol în filmul Ragtime după ce tocmai se recuperase în urma unui infarct.

## Filmografie
| An   | Film                       | Rol                                               | Note |
| ---- | -------------------------- | ------------------------------------------------- | --- |
| 1930 | Sinners' Holiday           | Harry Delano                                      | Debut actoricesc |
| 1930 | The Doorway to Hell        | Steve Mileaway                                    | |
| 1931 | Blonde Crazy               | Bert Harris                                       | |
| 1931 | Smart Money                | Jack                                              | |
| 1931 | The Millionaire            | Schofield, Insurance Salesman                     | |
| 1931 | The Public Enemy           | Tom Powers                                        | |
| 1931 | Other Men's Women          | Ed "Eddie" Bailey                                 | |
| 1932 | Winner Take All            | Jim "Jimmy" Kane                                  | |
| 1932 | The Crowd Roars            | Joe Greer                                         | |
| 1932 | Taxi!                      | Matt Nolan                                        | |
| 1933 | Lady Killer                | Dan Quigley                                       | |
| 1933 | Footlight Parade           | Chester Kent                                      | |
| 1933 | The Mayor of Hell          | Richard "Patsy" Gargan                            | |
| 1933 | Picture Snatcher           | Danny Kean                                        | |
| 1933 | Hard to Handle             | Myron C. "Lefty" Merrill                          | |
| 1934 | The St. Louis Kid          | Eddie Kennedy                                     | |
| 1934 | Here Comes the Navy        | Chester "Chesty" J. O'Conner                      | |
| 1934 | He Was Her Man             | Flicker Hayes, a.k.a. Jerry Allen                 | |
| 1934 | Jimmy the Gent             | "Jimmy" Corrigan                                  | |
| 1935 | Mutiny on the Bounty       | Extra                                             | nemenționat |
| 1935 | A Midsummer Night's Dream  | Bottom, the weaver                                | |
| 1935 | The Irish in Us            | Danny O'Hara                                      | |
| 1935 | G Men                      | "Brick" Davis                                     | |
| 1935 | Devil Dogs of the Air      | Thomas Jefferson "Tommy" O'Toole                  | |
| 1935 | Frisco Kid                 | Bat Morgan                                        | |
| 1936 | Great Guy                  | Johnny "Red" Cave                                 | |
| 1936 | Ceiling Zero               | Dizzy Davis                                       | |
| 1937 | Something to Sing About    | Terrence "Terry" Rooney                           | numele de scenă al lui Thadeus McGillicuddy                                                                               |
| 1938 | Angels with Dirty Faces    | Rocky Sullivan                                    | New York Film Critics Circle Award for Best Actor Nominalizare – Academy Award for Best Actor                             |
| 1938 | Boy Meets Girl             | Robert Law                                        | |
| 1939 | The Roaring Twenties       | Eddie Bartlett                                    | |
| 1939 | Each Dawn I Die            | Frank Ross                                        | |
| 1939 | The Oklahoma Kid           | Jim Kincaid                                       | |
| 1940 | City for Conquest          | Danny Kenny (Young Samson)                        | |
| 1940 | Torrid Zone                | Nick "Nicky" Butler                               | |
| 1940 | The Fighting 69th          | Jerry Plunkett                                    | |
| 1941 | The Bride Came C.O.D.      | Steve Collins                                     | |
| 1941 | The Strawberry Blonde      | T. L. "Biff" Grimes                               | |
| 1942 | Yankee Doodle Dandy        | George M. Cohan                                   | Academy Award for Best Actor New York Film Critics Circle Award for Best Actor                                            |
| 1942 | Captains of the Clouds     | Brian MacLean                                     | |
| 1943 | Johnny Come Lately         | Tom Richards                                      | |
| 1943 | You, John Jones!           | John Jones                                        | Scurtmetraj |
| 1945 | Blood on the Sun           | Nick Condon                                       | |
| 1947 | 13 Rue Madeleine           | Robert Emmett "Bob" Sharkey a.k.a. Gabriel Chavat | |
| 1948 | The Time of Your Life      | Joseph T. (care observă persoane)                 | |
| 1949 | White Heat                 | Arthur "Cody" Jarrett                             | |
| 1950 | The West Point Story       | Elwin "Bix" Bixby                                 | |
| 1950 | Kiss Tomorrow Goodbye      | Ralph Cotter                                      | |
| 1951 | Starlift                   | Rolul său                                         | Cameo |
| 1951 | Come Fill the Cup          | Lew Marsh                                         | |
| 1952 | What Price Glory?          | Capt. Flagg                                       | |
| 1953 | A Lion Is in the Streets   | Hank Martin                                       | |
| 1955 | Mister Roberts             | Capt. Morton                                      | |
| 1955 | The Seven Little Foys      | George M. Cohan                                   | |
| 1955 | Love Me or Leave Me        | Martin Snyder                                     | Nominalizare – Academy Award for Best Actor                                                                               |
| 1955 | Run for Cover              | Matt Dow                                          | |
| 1956 | These Wilder Years         | Steve Bradford                                    | |
| 1956 | Tribute to a Bad Man       | Jeremy Rodock                                     | |
| 1957 | Short Cut to Hell          | Rolul său                                         | Și regizor |
| 1957 | Man of a Thousand Faces    | Lon Chaney                                        | |
| 1959 | Shake Hands with the Devil | Sean Lenihan                                      | |
| 1959 | Never Steal Anything Small | Jake MacIllaney                                   | |
| 1960 | The Gallant Hours          | William F. Halsey, Jr.                            | Și producător |
| 1961 | One, Two, Three            | C.R. MacNamara                                    | Nominalizare — Laurel Award for Top Male Comedy Performance Nominated — New York Film Critics Circle Award for Best Actor |
| 1981 | Ragtime                    | Commissioner Rhinelander Waldo                    | |

Sursa: „James Cagney”. IMDb. Accesat în 4 octombrie 2013.